# Magdalena Humbert Villalonga
Magdalena Humbert Villalonga (Maó, 5 d'octubre de 1880 - Maó, 1965) va ser una mestra menorquina.
Va néixer a Maó. El 1899, als dinou anys, va obtenir el títol de mestra de primera ensenyança elemental, i el mateix any fou nomenada mestra interina de l'Escola Pública de Nines de Mercadal, càrrec que desenvolupà fins al 1902. No obstant això, el 1901 fou pensionista de La Pureza, on solia passar les seves vacances a Manacor i a Valldemossa; els estius els passava a Maó amb la seva família. Per ampliar coneixements de francès passà alguns estius a París.
El 1903 va aconseguir el títol de mestra de primera ensenyança superior i tornà a Maó. En aquesta data va encarregar-se de la secció de nines del Col·legi Sant Tomàs d'Aquino del qual fou subdirectora molts anys. Quan mor Mateu Fontirroig, cèlebre mestre i director fins al 1931, el centre passà a la direcció de Magdalena. Ella el regentà fins a l'octubre de 1955. S'impartien classes de primària a nins i nines i classes de repàs de segona ensenyança corresponents a les assignatures de l'Institut de Maó.
Magdalena era considerada molt bona mestra i la seva tasca docent no acabà amb la seva jubilació als 75 anys, sinó que va seguir l'exercici de la professió a casa seva donant classes de repàs fins als 81 anys.
En reconeixement de la seva dedicació com a mestra, el 1973 l'Ajuntament de Maó posà el seu nom a la guarderia de l'avinguda Fornells.